# Васильевка (Белыничский район)
Васи́льевка (бел. Васільеўка) — посёлок в составе Ланьковского сельсовета Белыничского района Могилёвской области Республики Беларусь.

## Население
- 2010 год — 5 человек